# Leonid (patriarcha Gruzji)
Leonid, imię świeckie Longinoz Okropiridze (ur. 3 lutego?/15 lutego 1861 w guberni tyfliskiej, zm. 11 czerwca 1921 w Tyflisie) – Katolikos-Patriarcha całej Gruzji od 1918 do 1921.

## Życiorys
Pochodził z głęboko religijnej rodziny. W wieku ośmiu lat został oddany na naukę do szkoły duchownej, gdzie znajdował się pod opieką swojego wuja, metropolity gurijsko-mengrelskiego Aleksandra. W 1884 rozpoczął naukę w Kijowskiej Akademii Duchownej; jako student III roku, 29 czerwca 1887, złożył wieczyste śluby mnisze z imieniem Leonid. 2 maja 1888 został wyświęcony na hieromnicha. W tym samym roku ukończył również studia z tytułem kandydata nauk teologicznych.
1 listopada 1892 został przełożonym monasteru Zedazeni z godnością igumena. Rok później otrzymał godność archimandryty i stanął na czele klasztoru Chiri. Od 1896 zasiadał w konsystorzu Egzarchatu Gruzińskiego. W 1897 został przełożonym pustelni św. Jana Chrzciciela.
19 kwietnia 1898 miała miejsce jego chirotonia na biskupa gorijskiego, wikariusza eparchii gruzińskiej. Ceremonia odbyła się w katedrze Sioni z udziałem biskupów: egzarchy Gruzji Flawiana, biskupa władykaukaskiego Włodzimierza, biskupa gurijsko-megrelskiego Aleksandra oraz biskupa alawerdzkiego Wissariona. Dwa lata później objął katedrę imeretyńską, zaś w 1908 został biskupem gurijsko-mengrelskim.
12 marca 1917 decyzją soboru duchowieństwa i wiernych gruzińskich w Mcchecie został ogłoszony locum tenens Patriarchatu Gruzińskiego do momentu dokonania kanonicznego wyboru nowego patriarchy (pierwszego od czasu likwidacji Patriarchatu). Funkcję tę pełnił do objęcia urzędu Katolikosa-Patriarchy Gruzji przez Kiriona (Sadzagliszwilego), kierującego Kościołem do swojej śmierci w czerwcu 1918. W listopadzie tego samego roku Leonid (Okropiridze) został wybrany następcą Kiriona.
Rozpoczął pracę nad opracowaniem pełnego kalendarza liturgicznego dla Kościoła gruzińskiego z wykazem świętych gruzińskich, zakończoną przez patriarchów Kalistrata i Efrema II.
Zmarł w 1921 na cholerę i został pochowany w katedrze Sioni w Tbilisi.